# Medic Drug Grand Prix 1998
Medic Drug Grand Prix 1998 var den tionde omgången i CART World Series 1998. Tävlingen kördes den 12 juli på Burke Lakefront Airport i Cleveland, Ohio. Alex Zanardi tog sin tredje raka seger med hela åtta sekunders marginal, vilket gav honom en signifikativ mästerskapsledning, som var så pass stor att tvåan Greg Moore skulle behöva vinna tre tävlingar i rad utan att Zanardi tog poäng för att komma ikapp. Moores chanser att haka på Zanardi tycktes ha försvunnit, och för andra racet i rad hamnade han i en kollision på de första varven, och han vara bara några enstaka poäng före Jimmy Vasser i kampen om andraplatsen.

## Slutresultat
| Plats | Förare               | Team                     | Grid | Kvaltid  |
| ----- | -------------------- | ------------------------ | ---- | -------- |
| 1     | Alex Zanardi         | Chip Ganassi Racing      | 3    | 56,724   |
| 2     | Michael Andretti     | Newman/Haas Racing       | 7    | 57,044   |
| 3     | Dario Franchitti     | Team KOOL Green          | 2    | 56,635   |
| 4     | Scott Pruett         | Patrick Racing           | 14   | 57,529   |
| 5     | Adrián Fernández     | Patrick Racing           | 17   | 57,809   |
| 6     | Gil de Ferran        | Walker Racing            | 11   | 57,355   |
| 7     | Jimmy Vasser         | Chip Ganassi Racing      | 1    | 56,417   |
| 8     | Bobby Rahal          | Team Rahal               | 10   | 57,295   |
| 9     | Patrick Carpentier   | Forsythe Racing          | 15   | 57,738   |
| 10    | Mark Blundell        | PacWest Racing           | 6    | 57,039   |
| 11    | Christian Fittipaldi | Newman/Haas Racing       | 13   | 57,417   |
| 12    | Max Papis            | Team Rahal               | 18   | 57,908   |
| 13    | Bryan Herta          | Team Rahal               | 4    | 56,767   |
| 14    | Tony Kanaan          | Tasman Motorsports       | 19   | 57,984   |
| 15    | Alex Barron          | All American Racing      | 27   | 59,619   |
| 16    | Arnd Meier           | Davis Racing             | 25   | 58,752   |
| 17    | Al Unser Jr.         | Marlboro Team Penske     | 9    | 57,261   |
| 18    | Richie Hearn         | Della Penna Motorsports  | 16   | 57,784   |
| 19    | Paul Tracy           | Team KOOL Green          | 5    | 56,853   |
| 20    | Maurício Gugelmin    | PacWest Racing           | 8    | 57,046   |
| 21    | P.J. Jones           | All American Racing      | 26   | 58,888   |
| 22    | André Ribeiro        | Marlboro Team Penske     | 24   | 58,357   |
| 23    | Robby Gordon         | Arciero-Wells Racing     | 20   | 58,007   |
| 24    | Dennis Vitolo        | Payton/Coyne Racing      | 28   | 1.01,379 |
| 25    | Greg Moore           | Forsythe Racing          | 12   | 57,417   |
| 26    | Michel Jourdain Jr.  | Payton/Coyne Racing      | 22   | 58,147   |
| 27    | Hélio Castroneves    | Bettenhausen Motorsports | 23   | 58,341   |
| 28    | JJ Lehto             | Hogan Racing             | 21   | 58,013   |